# Indische wandelende tak
De Indische wandelende tak, gewone wandelende tak of laboratorium-wandelende tak (Carausius morosus) is een langgerekt insect dat de naam dankt aan de zeer goede camouflage waardoor het hele lichaam op een takje lijkt. De Indische wandelende tak behoort tot de orde van de Phasmatodea en wordt soms aangeduid als PSG: 1.

## Algemeen
Meestal is de Indische wandelende tak groen, bruin kan echter ook vaak voorkomen. De maximale lengte van een volwassen dier is ongeveer 10 cm en deze soort heeft, anders dan vele andere soorten, ook een schrikkleur. Het bovenste deel van de binnenzijde van de voorpoten is bij volwassen exemplaren felrood gekleurd. Bij een aanval worden snel de voorpoten gespreid waardoor de felle kleuren het roofdier eventjes afleiden. Daardoor kan de wandelende tak zich op de grond laten vallen en ontkomen tussen de takken en bladeren op de bodem. Belangrijke vijanden zijn vogels, hagedissen en rovende insecten.

## Voortplanting

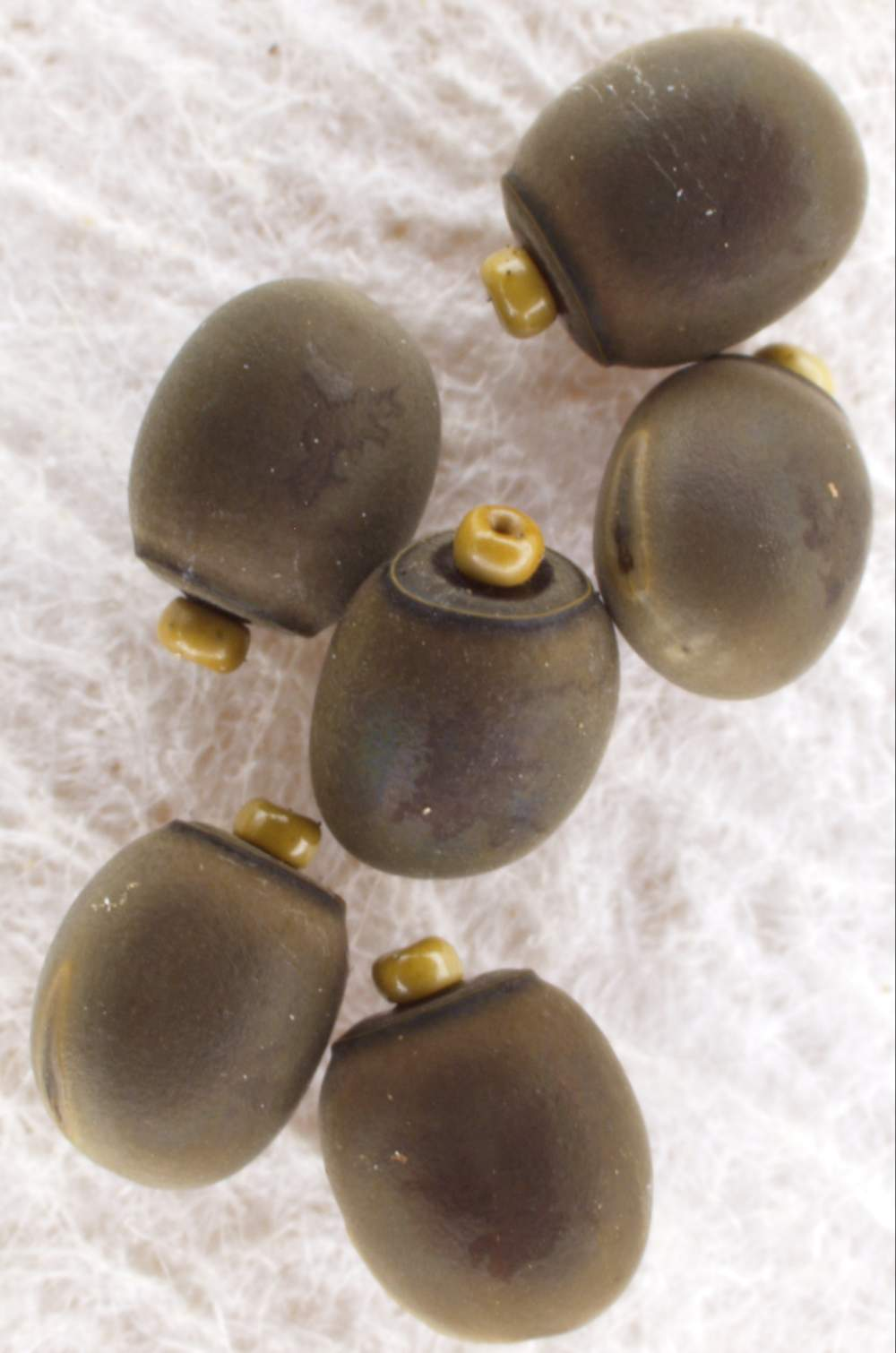
Eitjes: 1,5 mm groot

Bij deze soort komen geen mannetjes aan de voortplanting te pas, aangezien vrouwtjes eitjes leggen waar alleen vrouwtjes uit komen. Dit noemt men maagdelijke voortplanting of parthenogenese. Mannetjes worden in gevangenschap zelden of nooit geboren. Wel komt er gynandromorfisme voor, vrouwtjes die op mannetjes lijken en hen soms ook nabootsen qua (seksueel) gedrag. Een 99,9% van de Indische wandelende takken zijn vrouwtjes. Als de eieren bij 30 °C uitkomen, wordt het een gynadromorf. Dat is een vrouwtje met een mannelijk gedrag en het dier probeert dan zelfs te paren, maar dat lukt uiteraard niet.

## Ontwikkeling
Een volwassen vrouwtje leeft enkele maanden en legt in die tijd twee tot drie eieren per dag, in totaal enige honderden. De eitjes zullen na twee à drie maanden uitkomen, afhankelijk van de temperatuur. De kleine takjes die uit de eitjes komen lijken in alles precies op hun moeder, behalve in grootte. Na zes vervellingen zijn de dieren volwassen.

## Huisdier
De soort is goed als huisdier te houden. Een ruim terrarium met verse klimop-, liguster- of braambladeren volstaat. Om uitdrogen van de dieren te voorkomen dient het terrarium regelmatig met een plantenspuit besproeid te worden. Maak het niet te nat dan gaan ze dood. Wandelende takken bevatten veel eiwitten. In veel landen worden ze door mensen gegeten. Deze worden al dan niet levend gegeten.

## Galerij

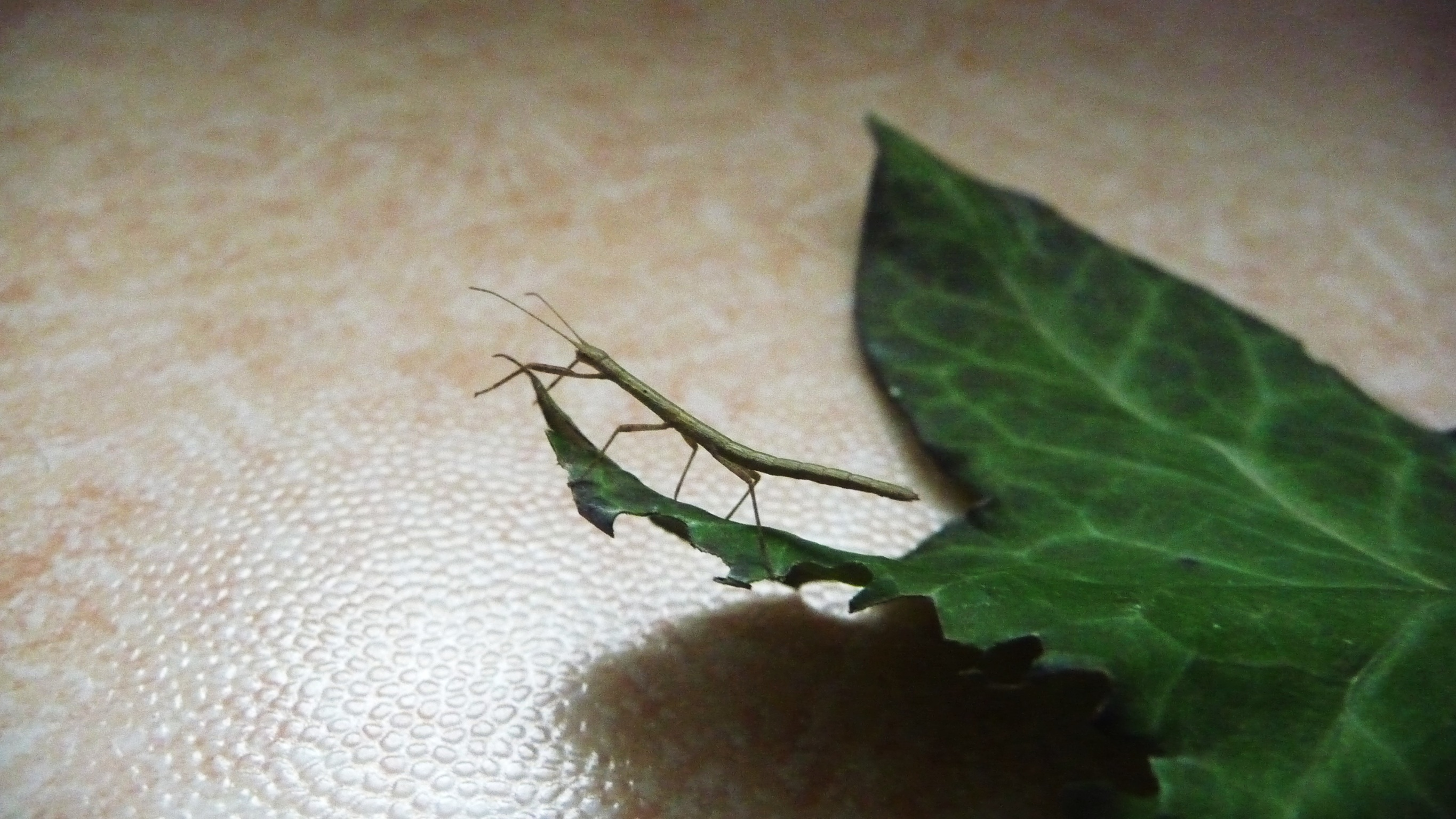
Nimf
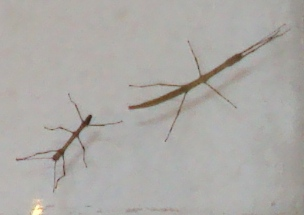
Nimfen
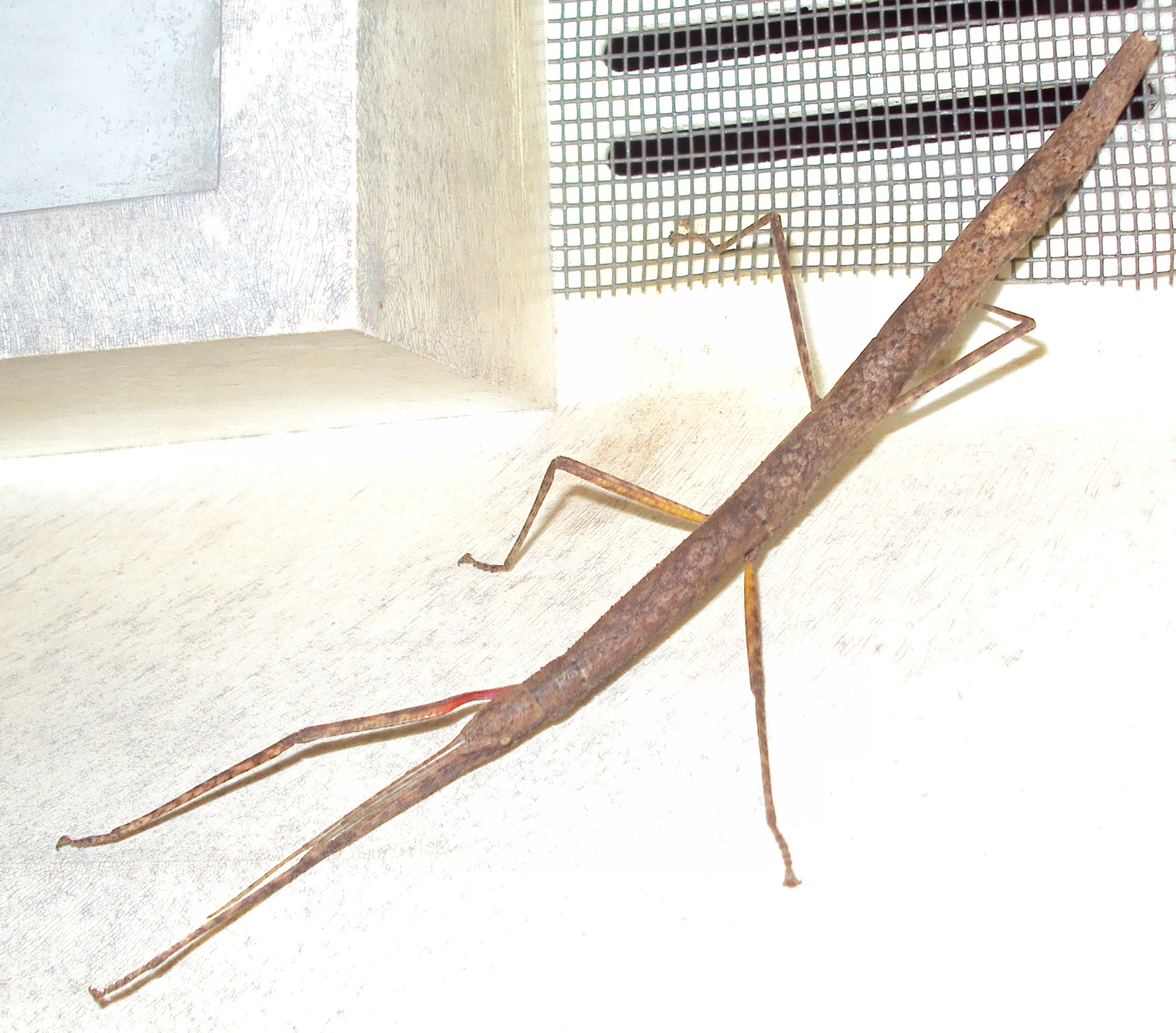
Volwassen vrouwtje
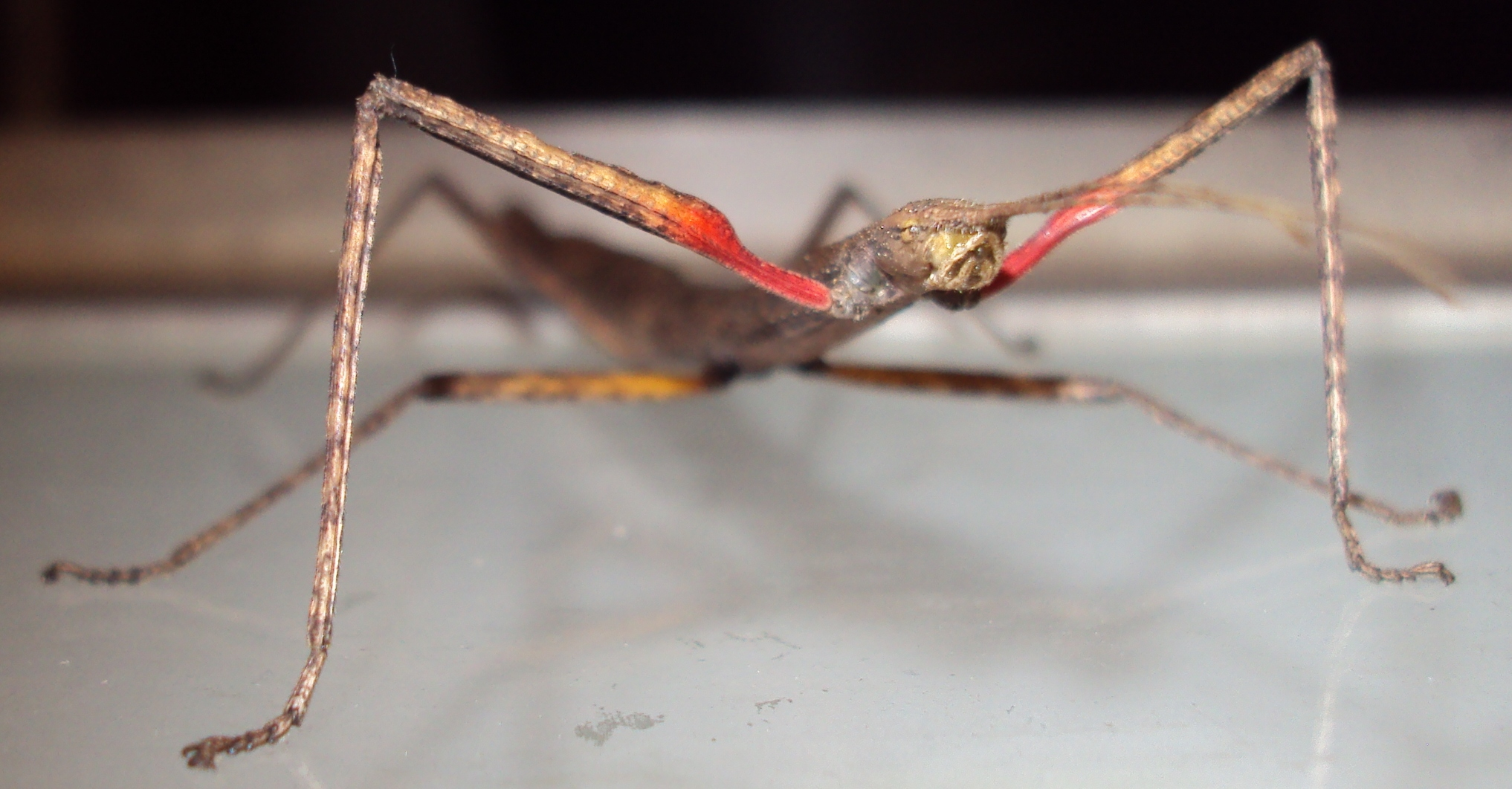
Felle schrikkleuren aan de poten
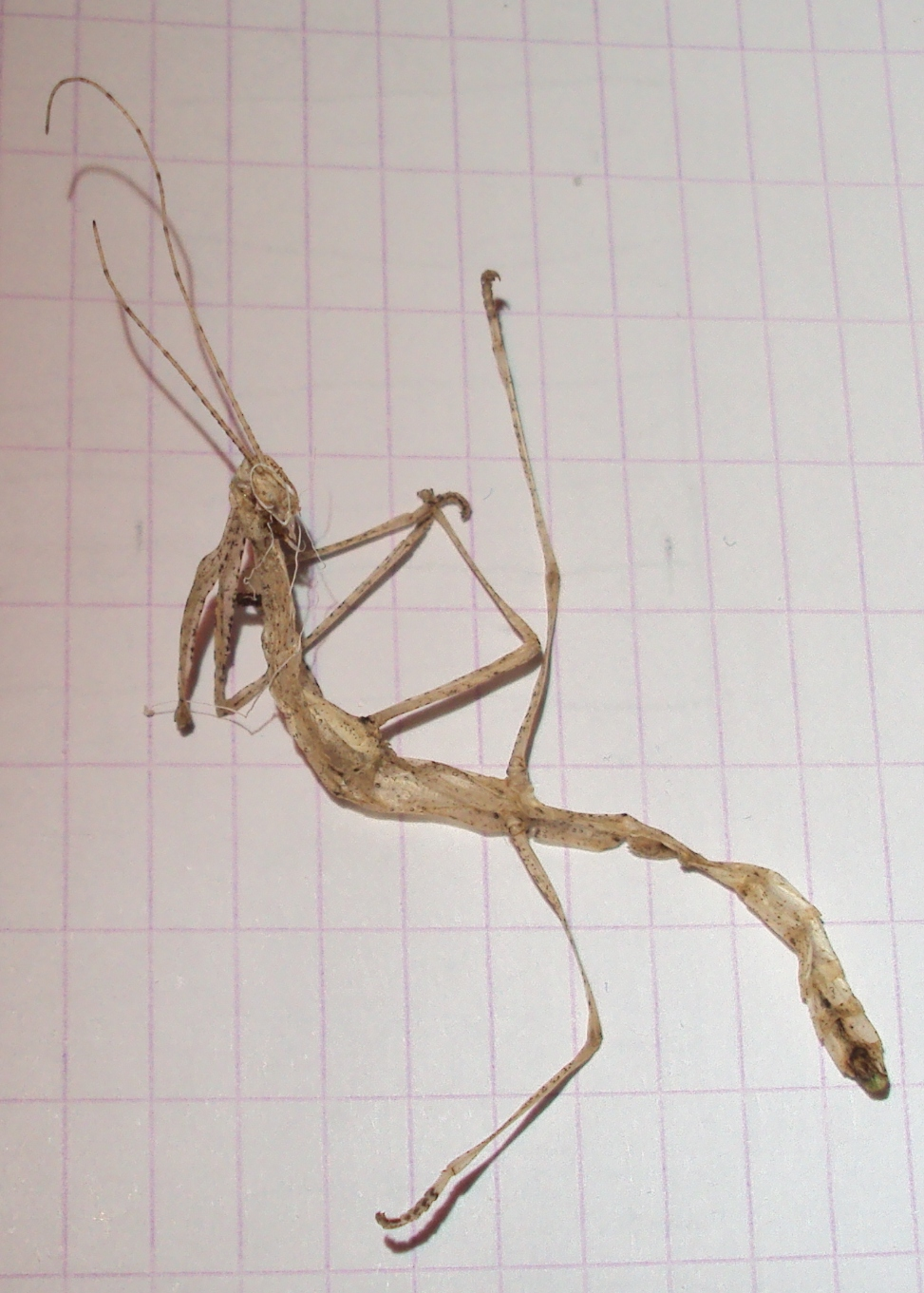
Afgeworpen vervellingshuid